# Potencial de Yukawa

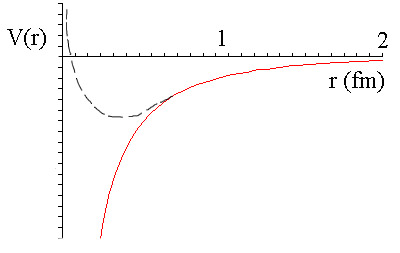
Gràfic del potencial de Yukawa.

En física de partícules, atòmica i matèria condensada, un potencial de Yukawa (també anomenat potencial de Coulomb apantallat) és un potencial que porta el nom del físic japonès Hideki Yukawa. El potencial és de la forma:
{\displaystyle V_{\text{Yukawa}}(r)=-g^{2}{\frac {e^{-\alpha mr}}{r}},}
on {\displaystyle g} és una constant d'escala de magnitud, és a dir, és l'amplitud del potencial, m és la massa de la partícula, r és la distància radial a la partícula i α és una altra constant d'escala, de manera que {\displaystyle r\approx {\tfrac {1}{\alpha m}}} és el rang aproximat. El potencial augmenta monòtonament en r i és negatiu, la qual cosa implica que la força és atractiva. En el sistema SI, la unitat del potencial de Yukawa és (1/metre).
El potencial de Coulomb de l'electromagnetisme és un exemple d'un potencial Yukawa amb el {\displaystyle e^{-\alpha mr}} factor igual a 1, a tot arreu. Això es pot interpretar com dient que la massa fotònica m és igual a 0. El fotó és el portador de força entre les partícules carregades que interactuen.
En les interaccions entre un camp mesó i un camp de fermions, la constant {\displaystyle g} és igual a la constant d'acoblament de gauge entre aquests camps. En el cas de la força nuclear, els fermions serien un protó i un altre protó o un neutró.

## Història
Abans de l'article de Hideki Yukawa de 1935, els físics van lluitar per explicar els resultats del model atòmic de James Chadwick, que consistia en protons i neutrons carregats positivament empaquetats dins d'un petit nucli, amb un radi de l'ordre de 10 a 14 metres.. Els físics sabien que les forces electromagnètiques a aquestes longituds farien que aquests protons es repel·lissin entre ells i que el nucli es desfongués. Així va sorgir la motivació per explicar més a fons les interaccions entre partícules elementals. El 1932, Werner Heisenberg va proposar una interacció "Platzwechsel" (migració) entre els neutrons i els protons dins del nucli, en la qual els neutrons eren partícules compostes de protons i electrons. Aquests neutrons compostos emeten electrons, creant una força atractiva amb els protons, i després es convertirien en protons. Quan, el 1933 a la Conferència de Solvay, Heisenberg va proposar la seva interacció, els físics van sospitar que era de dues formes:
{\displaystyle J(r)=ae^{-br}\quad {\textrm {or}}\quad J(r)=ae^{-br^{2}}}
a causa del seu curt abast. Tanmateix, hi havia molts problemes amb la seva teoria. D'una banda, és impossible que un electró d'espín12 espín12 dels neutrons12 La manera com Heisenberg va tractar aquest tema passaria a formar les idees d'isospin.
La idea de Heisenberg d'una interacció d'intercanvi (en lloc d'una força coulombica) entre partícules dins del nucli va portar Fermi a formular les seves idees sobre la desintegració beta el 1934. La interacció neutró-protó de Fermi no es basava en la "migració" de neutrons i protons entre ells. En canvi, Fermi va proposar l'emissió i l'absorció de dues partícules de llum: el neutrino i l'electró, en lloc de només l'electró (com en la teoria de Heisenberg). Mentre que la interacció de Fermi va resoldre el problema de la conservació del moment lineal i angular, els físics soviètics Igor Tamm i Dmitri Ivanenko van demostrar que la força associada amb l'emissió de neutrins i electrons no era prou forta per unir els protons i neutrons del nucli.
En el seu article de febrer de 1935, Hideki Yukawa combina tant la idea de la interacció de força a curt abast de Heisenberg com la idea de Fermi d'una partícula d'intercanvi per solucionar el problema de la interacció neutró-protó. Va deduir un potencial que inclou un terme de decadència exponencial ( {\displaystyle e^{-\alpha mr}} ) i un terme electromagnètic ( {\displaystyle 1/r} ). En analogia amb la teoria quàntica de camps, Yukawa sabia que el potencial i el seu camp corresponent havien de ser el resultat d'una partícula d'intercanvi. En el cas de QED, aquesta partícula d'intercanvi era un fotó de 0 massa. En el cas de Yukawa, la partícula d'intercanvi tenia certa massa, que estava relacionada amb el rang d'interacció (donat per {\displaystyle {\tfrac {1}{\alpha m}}} ). Com que es coneixia l'abast de la força nuclear, Yukawa va utilitzar la seva equació per predir la massa de la partícula mediadora d'uns 200 vegades la massa de l'electró. Els físics van anomenar aquesta partícula "mesó", ja que la seva massa es trobava al mig del protó i l'electró. El mesó de Yukawa es va trobar el 1947 i es va conèixer com el pió.

Figura 1: Una comparació dels potencials de Yukawa on i amb diversos valors per a m.

## Relació amb el potencial de Coulomb
Si la partícula no té massa (és a dir, m = 0 ), aleshores el potencial de Yukawa es redueix a un potencial de Coulomb, i es diu que el rang és infinit. De fet, tenim:
{\displaystyle m=0\Rightarrow e^{-\alpha mr}=e^{0}=1.}
En conseqüència, l'equació
{\displaystyle V_{\text{Yukawa}}(r)=-g^{2}\;{\frac {e^{-\alpha mr}}{r}}}

Figura 2: una comparació "a llarg termini" de les forces dels potencials de Yukawa i Coulomb on.

simplifica a la forma del potencial de Coulomb
{\displaystyle V_{\text{Coulomb}}(r)=-g^{2}\;{\frac {1}{r}}.}
on establim que la constant d'escala sigui:
{\displaystyle g^{2}={\frac {q_{1}q_{2}}{4\pi \varepsilon _{0}}}}
A la figura es mostra una comparació de la força potencial de llarg abast per a Yukawa i Coulomb 2. Es pot veure que el potencial de Coulomb té efecte a una distància més llarga, mentre que el potencial de Yukawa s'acosta a zero amb força rapidesa. Tanmateix, qualsevol potencial de Yukawa o potencial de Coulomb és diferent de zero per a qualsevol r gran.

## Transformada de Fourier

Intercanvi de partícules individuals.

La manera més fàcil d'entendre que el potencial de Yukawa està associat a un camp massiu és examinant la seva transformada de Fourier. Un té
{\displaystyle V(\mathbf {r} )={\frac {-g^{2}}{(2\pi )^{3}}}\int e^{i\mathbf {k\cdot r} }{\frac {4\pi }{k^{2}+(\alpha m)^{2}}}\,\mathrm {d} ^{3}k}
on la integral es realitza sobre tots els valors possibles del moment de 3 vectors k. D'aquesta forma, i establint el factor d'escala a un, {\displaystyle \alpha =1}, la fracció {\textstyle {\frac {4\pi }{k^{2}+m^{2}}}} es veu que és el propagador o funció de Green de l'equació de Klein-Gordon.

## Amplitud de Feynman
El potencial de Yukawa es pot derivar com l'amplitud d'ordre més baix de la interacció d'un parell de fermions. La interacció Yukawa acobla el camp de fermions {\displaystyle \psi (x)} al camp mesó {\displaystyle \phi (x)} amb el terme d'acoblament
{\displaystyle {\mathcal {L}}_{\mathrm {int} }(x)=g~{\overline {\psi }}(x)~\phi (x)~\psi (x)~.}
L'amplitud de dispersió de dos fermions, un amb el moment inicial {\displaystyle p_{1}} i l'altre amb impuls {\displaystyle p_{2}}, intercanviant un mesó amb el moment k, ve donat pel diagrama de Feynman de la dreta.
Les regles de Feynman per a cada vèrtex associen un factor de {\displaystyle g} amb l'amplitud; com que aquest diagrama té dos vèrtexs, l'amplitud total tindrà un factor de {\displaystyle g^{2}}. La línia del mig, que connecta les dues línies de fermions, representa l'intercanvi d'un mesó. La regla de Feynman per a un intercanvi de partícules és utilitzar el propagador; el propagador d'un mesó massiu és {\textstyle {\frac {-4\pi }{~k^{2}+m^{2}~}}}. Així, veiem que l'amplitud de Feynman per a aquest gràfic no és més que
{\displaystyle V(\mathbf {k} )=-g^{2}{\frac {4\pi }{k^{2}+m^{2}}}~.}
A la secció anterior, es veu que aquesta és la transformada de Fourier del potencial de Yukawa.